# Melabók

Le Melabók est un manuscrit médiéval islandais, rédigé par Snorri Markússon. Il s'agit d'une des trois versions médiévales du Landnámabók parvenues jusqu'à nous, les deux autres étant le Sturlubók et le Hauksbók. Comme celles-ci, elle est basée sur une version plus ancienne du Landnámabók : le Styrmisbók, mais il est plus fidèle au texte original, car les deux autres versions se sont basées sur d'autres sources. Datant du début du XIVe siècle, le Melabók est aujourd'hui très fragmentaire (il n'en reste que deux feuilles). Néanmoins, au XVIIe siècle, le Melabók, alors en meilleur état, servi de base pour la réalisation d'une autre version du Landnámabók : le Þórðarbók.